# Calocea
Calocea là một chi bướm đêm thuộc họ Noctuidae.